# Parc éolien du Chemin d'Avesnes à Iwuy
Le parc éolien du chemin d'Avesnes à Iwuy est un parc éolien terrestre inauguré le 21 septembre 2019 et constitué de quinze éoliennes situées sur les finages d'Avesnes-le-Sec et Iwuy, dans le Nord, en France.

## Description
Le parc éolien, situé entre Avesnes-le-Sec et Iwuy, est composé de onze éoliennes, d'une puissance de 3,6 MW. Il peut alimenter 23 760 foyers. Il est inauguré le 21 septembre 2019. Les éoliennes ont été mises en service au mois d'août. Il a été développé par Escofi et l’énergéticien WPD.
Les éoliennes sont de marque Vestas V117/3300 (puissance de 3 300 kW, diamètre de 117 mètres), la hauteur de la nacelle est de 116,5 mètres et la puissance nominale totale de 36 300 kW.
Quatre éoliennes sont ajoutées dans un second temps.